# Варкали (Ольштинський повіт)
Варкали (пол. Warkały) — село в Польщі, у гміні Йонково Ольштинського повіту Вармінсько-Мазурського воєводства.
Населення — 436 осіб (2011).

## Демографія
Демографічна структура станом на 31 березня 2011 року:
|          | Загалом | Допрацездатний вік | Працездатний вік | Постпрацездатний вік |
| -------- | ------- | ------------------ | ---------------- | -------------------- |
| Чоловіки | 224     | 47                 | 167              | 10                   |
| Жінки    | 212     | 40                 | 148              | 24                   |
| Разом    | 436     | 87                 | 315              | 34                   |